# Новоуспеновка
Новоуспе́новка (рос. Новоуспеновка) — село у складі Акбулацького району Оренбурзької області, Росія.

## Населення
Населення — 536 осіб (2010; 794 у 2002).
Національний склад (станом на 2002 рік):
- казахи — 41 %
- українці — 27 %